# تأثير الجندي العائد
تأثير الجندي العائد هي ظاهرة تشير أن المزيد من الذكور يولدون أثناء الحروب وبعدها مباشرة.  هذا التأثير هو أحد العوامل العديدة التي تؤثر على نسبة الجنس البشري.
لوحظت هذه الظاهرة لأول مرة في عام 1883 من قبل كارل دوسينج من جامعة ينا، الذي اقترح أنها كانت تنظيمًا طبيعيًا للوضع الراهن. استخدم الطبيب الأسترالي آرثر دافنبورت عام 1899 نتائج دوسينغ وافتراض أن السبب هو الفرق الصحي بين العساكر العائدين المعتلين مقارنة بصحة زوجاتهم الجيدة. أظهر بحث نشره بريان ماكماهون وتوماس إف بف سنة 1954 أن نسبة المواليد البيض الأحياء في الولايات المتحدة أظهرت زيادة ملحوظة لصالح الذكور بين عامي 1945 و 1947 وبلغت ذروتها في عام 1946. نشر ساتوشي كانازاوا عام 2007 ورقة بحثية مفادها أن التأثير كان بسبب «حقيقة أن الجنود الأطول من المرجح أن ينجوا من المعركة وأن الآباء الأطول من المرجح أن ينجبوا أبناء». استند هذا إلى بحثه عن سجلات الجيش البريطاني من الحرب العالمية الأولى، والتي أظهرت أن «الجنود الناجين كانوا أطول من الجنود الذين سقطوا في المتوسط بأكثر من بوصة واحدة (3.33 سم)».  وعزت فاليري جرانت ذلك إلى تغير مستويات الهرمونات لدى النساء أثناء الحرب، حيث يملن إلى «تبني أدوار أكثر سيطرة».  ذكرت ورقة ويليام إتش جيمس في عام 2008 أن زيادة معدلات الجماع عند عودة الجنود سبب محتمل. وأشار إلى أنه تم تسجيل انخفاض في نسبة المواليد الذكور في إيران بعد الحرب الإيرانية العراقية «بسبب الضغط النفسي الذي تسبب في إجهاض النساء الحوامل بشكل غير متناسب للأجنة الذكور».